# Monthly Review
Monthly Review är en oberoende socialistisk tidskrift utgiven i New York.